# Aftermath (album des Rolling Stones)
Pour les articles homonymes, voir Aftermath.
Albums de The Rolling Stones
Out of Our Heads
(1965) Between the Buttons
(1967)
Albums nord-américains des Rolling Stones
Big Hits (High Tide and Green Grass)
(1966) Got Live If You Want It
(1966)
Singles
1. Paint It, Black / Stupid Girl
Sortie : 7 mai 1966
2. Mother's Little Helper / Lady Jane
Sortie : 2 juillet 1966

Aftermath est un album du groupe rock britannique The Rolling Stones (leur quatrième album britannique et leur sixième américain), sorti en 1966 et produit par Andrew Loog Oldham. C'est le premier album qui ne comprend aucune reprise et que des chansons originales. Deux versions de l'album sont commercialisées, l'une pour les États-Unis, l'autre pour le Royaume-Uni (et l'Europe). Cet album est souvent considéré comme l'un des meilleurs albums de tous les temps, et subséquemment comme l'un des meilleurs albums des Rolling Stones.
Chef-d'œuvre reconnu de Brian Jones, dont l'influence déclinante s'est rabattue sur la périphérie : c'est lui qui apporte et exécute de nouvelles idées d'arrangements et d'expérimentations musicales, comme le sitar de Paint It Black et les dulcimers de Lady Jane et 'I Am Waiting.

## Historique

### Contexte
Depuis leurs débuts, les Rolling Stones interprètent de nombreuses reprises de standards de blues/rock'n'roll, tout en progressant dans l'écriture de leurs propres chansons. En 1965, la notoriété du groupe augmente considérablement dans le monde grâce aux nouveaux singles arrivants quasiment tous en tête des classements (The Last Time, (I Can't Get No) Satisfaction, Get Off of my Cloud, 19th Nervous Breakdown) tous écrits par Mick Jagger et Keith Richards. Ce succès est amplifié par l'implication de l'américain Allen Klein dans les affaires financières du groupe qui a négocié en août un nouveau contrat avec le label Decca plus avantageux financièrement pour le groupe.

En 1965, malgré une année de tournées pratiquement continue, le duo Jagger/Richards a accompli d'énormes progrès en tant qu'auteur-compositeur à part entière, tandis que le groupe change sa façon de faire de la musique, se libérant des influences de blues de Chicago pour rivaliser avec les Beatles.

« C'est pendant cette période que nous avons changé de braquet en termes de composition, d'enregistrement et d'interprétation en concert et c'est à ce moment-là que Brian [Jones] a commencé à dérailler. »

— Keith Richards
En effet, Brian Jones, qui commence à manifester un comportement de plus en plus imprévisible, perd de façon officieuse son statut de meneur du groupe au profit du duo Jagger/Richards qui décident de la direction artistique à emprunter. Brian n'est cependant pas la seule ombre au tableau. Aftermath va aussi révéler la première fracture entre le groupe et le producteur et manager Andrew Loog Oldham. Keith déclare au New Musical Express en février 1966 à propos du manager que "les Stones sont pratiquement devenus la projection de son propre égo". La présence d'Allen Klein et les multiples activités auxquelles il astreint le groupe commencent aussi à peser.
Mais heureusement, le producteur continue de guider la carrière musicale des Stones avec habilité et efficacité. Et pour la première fois, il incite à privilégier désormais le format album au détriment des singles. Le lendemain de la sortie de l'album, le producteur déclare sans exagérer : « Leurs chansons reflètent le monde qui les entoure. Je crois que c'est supérieur à tout ce qu'ils ont fait jusqu'alors. » De plus, il est décidé que le prochain album du groupe ne contienne que des chansons originales signées Jagger/Richards, afin de continuer à concurrencer les Beatles qui le font déjà sur leurs albums A Hard Day's Night (1964) et Rubber Soul (1965).
Selon Bill Wyman dans Rolling With The Stones, l’album a été initialement conçu comme la bande sonore du film Back, Behind And In Front. Le projet n'aboutit pas, car Mick Jagger et le réalisateur potentiel, Nicholas Ray, n'ont pas réussi à s'entendre.

### Enregistrement
Cet album est enregistré aux studios RCA à Los Angeles du 3 au 8 décembre 1965 et du 6 au 9 mars 1966 entre les dates de leurs concerts. C'est le premier album à ne contenir que des compositions originales signées Jagger/Richards. Comme les Beatles, les Stones commencent à explorer de nouvelles textures. Ces sessions d’enregistrement sont également très productives pour le groupe, car ils enregistrent 21 compositions originales signées Jagger/Richards à Los Angeles. Ils sont aussi beaucoup plus à l’aise pendant les sessions, parce qu'ils ont le studio et plus de temps pour expérimenter et polir les arrangements, choses qu’ils n’ont pas été en mesure de faire sur les albums précédents, enregistrés dans l'urgence en fonction de leurs dates de concert.
Après la fin de la seconde tournée américaine de l'année 1965, le groupe retourne au studio RCA à Los Angeles, qu'il fréquente fidèlement depuis un peu plus d'un an, pour une session de trois jours du 8 au 10 décembre 1965. Ils y retrouvent l'ingénieur du son Dave Hassinger qui est content de les retrouver : "Ce fut super de travailler avec les Stones, qui, contrairement à ce nombre incalculable de médiocres comédiens à travers le monde, sont de vrais professionnels, et ce fut le pied de travailler avec eux", écrit-il sur le texte figurant sur la pochette arrière du disque. Durant cette session, ils enregistrent dix chansons : le single 19th Nervous Breakdown et sa face B (américaine) Sad Day, puis Ride On Baby et Sitting On A Fence qui paraitront uniquement sur la compilation américaine Flowers en 1967, et enfin Mother's Little Helper, Doncha Bother Me, Goin' Home, Take It or Leave It et Think pour l'album. Pour Charlie Watts, cette session "musicalement c'est ce qu'on a fait de mieux".
Il est décidé d'offrir plus de temps et de liberté en studio après la précédente session où la production de certaines chansons à l'image du single Get Off of my Cloud  a dû être bâclée en raison de l'emploi du temps surchargé lié aux tournées. "Nos précédents sessions avaient toujours été faites dans l'urgence" explique Keith Richards. "Cette fois-ci on a été capable de se poser un peu, de prendre notre temps".
Après avoir participé à plusieurs émissions de télévision au Royaume-Uni et aux États-Unis, et une tournée en Océanie du 18 février au 1er mars, le groupe retrouve le studio RCA à Los Angeles pour une session de 4 jours du 6 au 9 mars 1966. Durant cette session sont enregistrées onze chansons : Paint It Black et Long Long While pour une publication en single au Royaume-Uni, puis les autres chansons pour l'album : Stupid Girl, Lady Jane, Under my Thumb, Flight 505, High and Dry, Out of Time, It's Not Easy, I Am Waiting et What To Do.

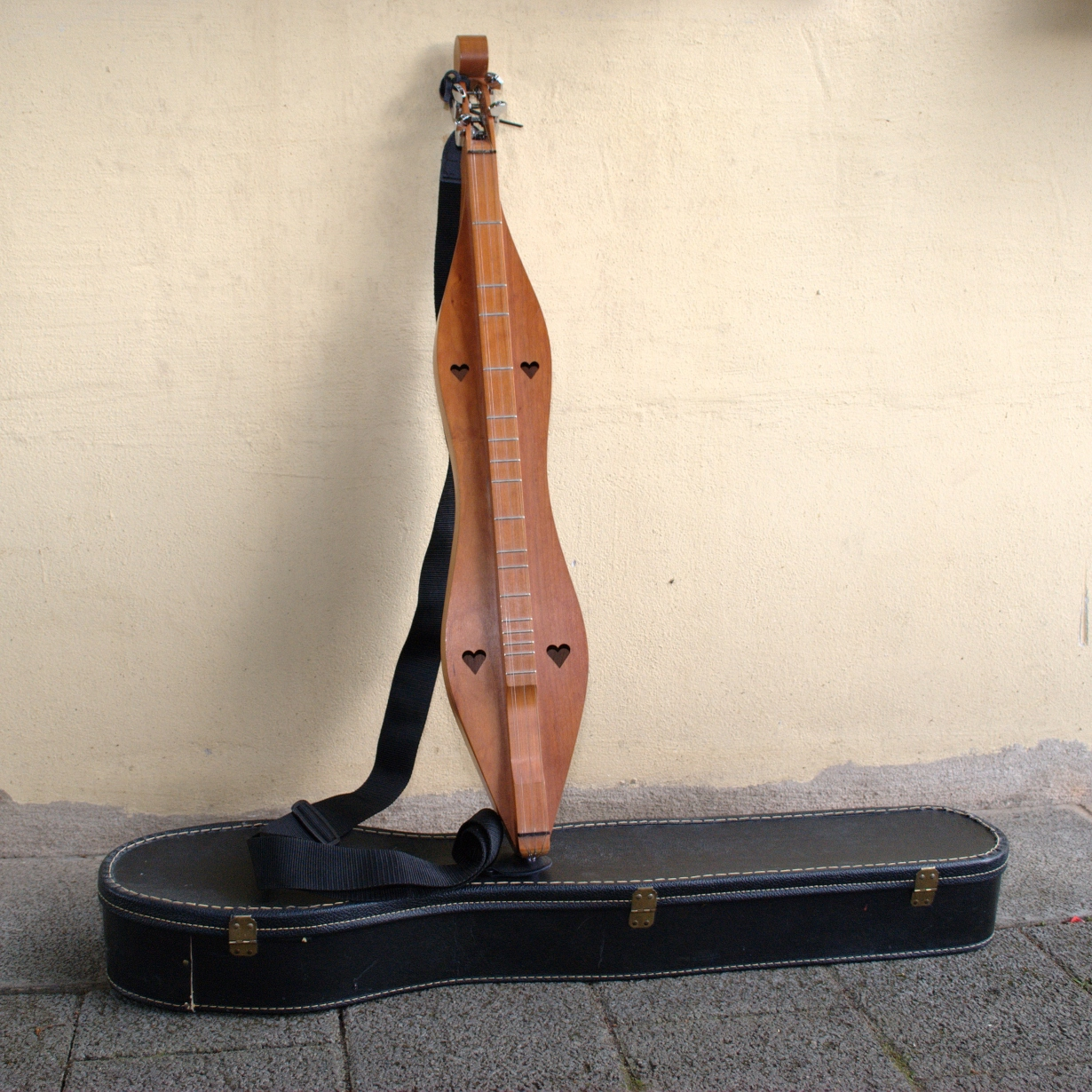
Le dulcimer est l'un des instruments utilisé par Brian Jones dans cet album.

L'ingénieur du son principal de l’album eut également un rôle déterminant pour que le groupe se sente à l'aise pendant les sessions. Selon le bassiste, le groupe a eu la possibilité d'expérimenter différentes instrumentations et de s’associer avec des musiciens de session comme Jack Nitzsche pour apporter plus d'épaisseur au son du groupe. Bill a également déclaré que lui et Brian Jones ont pu essayer divers instruments qui se trouvaient dans le studio, et expérimenter des sons différents pour chaque chanson. Rien ne perturbe la production de l'album, pas même les fans de plus en plus nombreux et intrusifs qui cernent le studio, les siestes de Brian Jones dans la pièce d'enregistrement ou encore la visite de Brian Wilson des Beach Boys et des Monkees qui enregistrent dans la pièce d'à côté pendant les sessions.
En 2003, Mick se souvient que Keith Richards avait écrit un grand nombre de mélodies et que le groupe les jouait de nombreuses façons différentes en studio, où se décidait la plus grande part des choses, en opposition aux arrangements stricts et planifications de sessions des autres groupes à l’époque.
Le rôle de Brian Jones fut très important dans l’élaboration de la tonalité et des arrangements de l'album, grâce à ses expérimentations avec une vaste gamme d’instruments ethniques tels que le marimba, le sitar, le dulcimer ou encore l'orgue, contrastant avec les compositions de country, pop, folk, blues et rock, créant un melting-pot très varié de styles musicaux. Aftermath est aussi le premier enregistrement sur lequel Richards a interprété la majorité des parties de guitare, en raison du multi-instrumentalisme de Jones qui s'est chargé des nombreux autres instruments. Cette période d’entraînement intensif a fortement contribué au savoir-faire de Richards, qui l'a plus tard amené à jouer la quasi-totalité des guitares sur Let It Bleed.

## Caractéristiques artistiques

### Musique
Estimé par beaucoup comme leur meilleur album, ce disque annonce aussi pour le groupe un changement d'époque. "C'est un évènement majeur" avoue Mick Jagger. Il est le premier des Stones à être intégralement composé de chansons originales (toutes signées Jagger/Richards), de styles variés, faisant ainsi reconnaître les talents d'écriture du duo au même titre que ceux de John Lennon et de Paul McCartney. Jagger et Richards améliorent leur style non seulement comme auteurs-compositeurs, mais également comme arrangeurs. Le groupe passe alors d'une image de petit groupe amateur de blues américain jouant de nombreuses reprises, au statut de grand groupe inventif et novateur.
Chaque titre a une couleur musicale différente : Mother's Little Helper (concernant les tranquillisants) évoque par ses réminiscences folkloriques le Help! de John Lennon ; Lady Jane, une mélodie médiévale, est ornée d'un dulcimer, sorte de cithare du folklore britannique ; Under My Thumb bénéficie d'une combinaison de guitare rythmique et de marimba où Jagger proclame sa revanche sur une fille qui l'avait rejeté et qu'il séduit enfin (et dont les paroles déclenchèrent une polémique sur le sexisme des Stones) ; Stupid Girl est soul-rythm and blues et Goin' Home, terminée par une longue improvisation, annonce l'étirement du groupe vers un acid rock psychédélique dérivé du blues de Chicago.
Selon le musicologue David Malvinni, Aftermath est l'aboutissement du développement stylistique des Rolling Stones remontant à 1964, une synthèse de sons précédemment explorés : blues, rock 'n roll, R&B, soul, folk rock et ballades pop. Margotin et Guesdon vont plus loin en disant que l'album montre que les Stones sont libres d'influences qui avaient submergé leur musique précédente, en particulier leurs racines du Chicago Blues. Au lieu de cela, disent-ils, le disque présente un style original de rock psychédélique qui résulte de l'expérimentation musicale de Jones et s'inspire non seulement du blues et du rock que le groupe avait déjà exploré, mais aussi de la pop, du R&B, de la country, du baroque, de la musique classique et du monde. Les tonalités et les accords des musiques baroques et orientales sont présentes parmi les riffs rock et blues d'Aftermath (dans ses formes country et urbaines). Tout en le considérant toujours comme du blues rock, Tom Moon compare la musique à une collaboration entre le groupe de rock The Velvet Underground et le Stax house band. Mick Jagger fait écho à ces sentiments dans une interview de 1995 pour Rolling Stone, le considérant comme une œuvre et une étape marquante sur le plan stylistique pour lui, qui « a finalement fait disparaître le fantôme de devoir faire ces versions très agréables et intéressantes, sans aucun doute, mais quand même, des reprises de vieilles chansons de blues -à qui nous n'avions pas vraiment l'impression de rendre justice, pour être parfaitement honnête".
Avec l'album suivant Between the Buttons en 1967, Aftermath est cité par Malvinni comme faisant partie de la période pop-rock des Rolling Stones car il présente une gamme d'accords plus diversifiée et comportant plus d'accords mineurs que leurs enregistrements à base de blues. Selon Kevin Courrier, les Stones utilisent des arrangements "doucement complexes" qui confèrent au disque une "ambiance séduisante" similaire à Rubber Soul des Beatles, en particulier sur Lady Jane, I Am Waiting, Under My Thumb et Out of Time. Les deux dernières chansons, parmi les titres pop-rock les plus standard d'Aftermath, sont des exemples souvent cités avec Brian Jones entremêlant des instruments non conventionnels et des sons originaux dans le caractère sonore de l'album, son utilisation du marimba figurant sur les deux. De l'avis de Philip Norman, les contributions variées de Brian Jones donnent à Aftermath à la fois les "couleurs caméléon" associées à la mode Swinging London et une "qualité visuelle" différente de tout autre album des Stones. Robert Christgau dit que la texture du hard rock dérivé du blues des Stones est « enrichie en permanence » alors que Jones « ajoute des touches instrumentales ensorcelantes", Charlie Watts « plie la technique jazz aux formes rock », Keith Richards joue du rock "durement" et le groupe "dans son ensemble apprend à respecter et à exploiter (sans jamais vénérer) les nuances du studio" ; Le jeu de Bill Wyman ici est décrit par Moon comme le « plus funkie » sur un album des Stones.
Citant des chansons individuelles, Rolling Stone décrit Aftermath comme « une vaste collection de jeux de guitare durs (It's Not Easy) et de blues acoustique plus dur (High and Dry) ; du psychédélisme (Paint It, Black [présente seulement sur l'édition américaine]), baroque-folk galante (I Am Waiting) et groove épique (les onze minutes de Goin' Home)". Jon Savage souligne également la diversité stylistique de l'album, affirmant qu'il "va de madrigaux modernes (Lady Jane), de ragas de music-hall (Mother's Little Helper), d'étranges chants funèbres (I Am Waiting) et pop uptempo (Think) à plusieurs mutations blues secs (High and Dry, Flight 505 [et] Going Home)". Les quatre premières chansons de l'édition américaine d'Aftermath - Paint It, Black, Stupid Girl, Lady Jane et Under My Thumb - sont identifiées par l'universitaire de la musique James Perone comme ses tentatives les plus explicites pour transcender les conventions rock and roll basées sur le blues du passé des Stones. Il note également à quel point le jeu de guitare de Keith Richards sur ce dernier morceau sont « minimalistes, dans une tessiture assez basse et relativement sans émotion », par rapport aux précédents succès des Stones comme (I Can't Get No) Satisfaction, Get Off of My Cloud et 19th Nervous Breakdown.

### Paroles et thèmes
Le style musical diversifié d'Aftermath contraste avec les thèmes sombres explorés dans les paroles de Jagger et Richards, qui méprisent souvent les amantes. Margotin et Guesdon disent que Jagger, qui avait été accusé de misogynie avant l'album, se venge des griefs réels avec les chansons, en utilisant « un langage et des images qui avaient le pouvoir de blesser ». Stupid Girl, qui attaque "la prétendue cupidité et les certitudes faciles des femmes", est spéculé par les écrivains pour critiquer indirectement Shrimpton. High and Dry exprime une vision cynique d'une relation amoureuse perdue, tandis que Under My Thumb, Out of Time et Think montrent comment "la vengeance d'un homme sur sa maîtresse (ou peut-être sa femme) devient une source de véritable plaisir". Shrimpton a été dévasté par les paroles de Out of Time, dans lequel Jagger chante, "Tu es obsolète, mon bébé, mon pauvre bébé à l'ancienne". Savage considère ces chansons comme évoquant « la méchanceté de l'image construite des Rolling Stones » sous forme lyrique en capturant l'antipathie de Jagger envers Shrimpton, qu'il décrit comme une « fille fougueuse de la classe moyenne supérieure qui a donné autant qu'elle a eu ». Concédant que le chauvinisme masculin est devenu un thème clé des paroles des Stones à partir de la fin de 1965, Keith Richards a déclaré plus tard à Bockris : "Tout cela n'était qu'une retombée de notre environnement... n'importe quel moyen, mais c'est comme ça que l'on est arrivé. Vous avez vraiment été coupé."

« C'était presque comme si les femmes dans toute leur humanité contradictoire symbolisaient les conditions de vie qui étaient la cible ultime de la colère des Stones. »,

De l'avis de Guesdon et Margotin, les Stones expriment une attitude plus compatissante envers les femmes dans Mother's Little Helper, qui examine la dépendance d'une femme au foyer aux médicaments pharmaceutiques pour faire face à sa vie quotidienne, et dans l'histoire de la cour romantique de Lady Jane. En revanche, Davis écrit d'Aftermath contenant une « attaque flagrante contre la maternité » et dit que Mother's Little Helper s'adresse aux « femmes au foyer de banlieue tranquilles ». Selon Hassinger, sa femme Marie a fourni l'inspiration pour Mother's Little Helper lorsqu'elle a fourni des antidépresseurs à la demande de l'un des membres du personnel du studio. Davis compare Lady Jane à une chanson d'amour de Tudor avec des paroles apparemment inspirées des lettres d'amour d'Henry VIII à Lady Jane Seymour. Certains auditeurs ont supposé que la chanson parlait de l'amie de la haute société de Mick Jagger, Jane Ormsby-Gore, fille de David Ormsby-Gore, 5e baron d'Harlech. Dans ce que le journaliste musical Chris Salewicz qualifie d'affirmation "fausse", Jagger a déclaré à Shrimpton que "Lady Jane" avait été écrite pour elle.
Dans l'ensemble, les thèmes plus sombres conduisent Margotin et Guesdon à appeler Aftermath « un album sombre dans lequel la désolation, la paranoïa, le désespoir et la frustration se font écho alors que les chansons se succèdent ». Selon Steven Hyden, l'écriture de chansons de Jagger explore « le sexe en tant que plaisir, le sexe en tant que pouvoir, l'amour déguisé en haine et la haine déguisée en amour ». Moon pense que l'idéologie du flower power de l'époque est revue sous un jour sombre dans "ces chansons dures, dépouillées et désespérément solitaires", tandis que Norman les appelle "chansons de triomphe masculin" dans lesquelles Jagger affiche alternativement un charme enfantin et un mépris misogyne. Alors que des chansons telles que Stupid Girl et Under My Thumb peuvent être misogynes, elles sont également interprétées comme des représentations sombres de la masculinité haineuse du narrateur. La misogynie, comme sur Under My Thumb, "peut être juste un outil pour restaurer le narcissisme fragile et l'arrogance du narrateur masculin", songe la musicologue Norma Coates. Se référant à la version américaine de l'album, Perone identifie de nombreuses caractéristiques musicales et lyriques qui confèrent à Aftermath une unité conceptuelle qui, bien qu'insuffisante pour qu'il soit considéré comme un album concept, permet de comprendre le disque « comme un psychodrame autour du thème d'amour, de désir et d'obsession qui ne s'avèrent jamais tout à fait justes". Il peut également être lu "comme faisant partie d'un monde fantastique masculin sombre, peut-être construit comme un moyen de faire face à la solitude causée par une relation brisée ou une série de relations brisées avec des femmes". Comme l'explique Perone : « Les chansons individuelles semblent osciller entre des thèmes d'amour/désir pour les femmes et le désir de contrôler les femmes et la misogynie pure et simple. Cependant, le groupe utilise des connexions musicales entre les chansons ainsi que le sous-thème du voyage, l'utilisation de métaphores félines pour les femmes et d'autres connexions lyriques pour suggérer que les personnages dépeints par le chanteur principal Mick Jagger tout au long de l'album ne forment qu'un et proviennent peut-être du recoins profonds de son psychisme. »

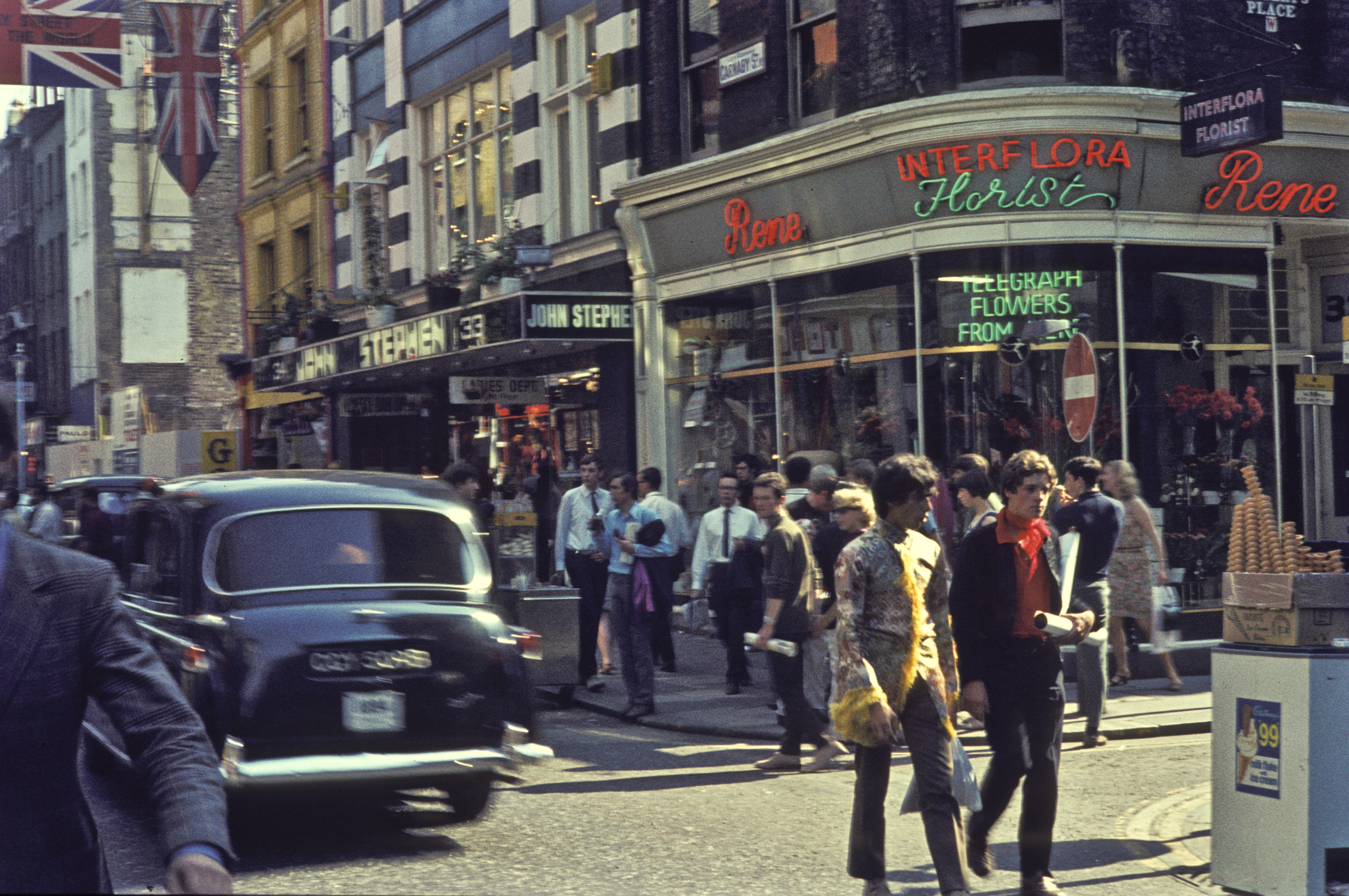
'Swinging London' : Carnaby Street, 1968. Aftermath a capturé l'engagement des Rolling Stones avec Swinging London à une époque où la ville gagnait en reconnaissance internationale en tant que centre de la culture des jeunes.

Selon l'historien musical Simon Philo, l'album Aftermath reflète également "l'engagement" du groupe avec le Swinging London, une scène dans laquelle leur image décadente leur a conféré un rôle prééminent en capturant les idéaux méritocratiques de la jeunesse, l'apparence et la richesse sur la classe sociale. L'auteur Ian MacDonald dit que, comme dans Between the Buttons, les Stones se produisent ici en tant que conteurs de la scène et produisent une musique pop "subversive" comparable à leurs contemporains les Kinks. Comme l'observe Greil Marcus, les protagonistes des chansons peuvent être interprétés comme des bohèmes londoniens sévèrement dédaigneux du confort bourgeois, posant « un duel entre les sexes » et armant l'humour et la dérision. Courrier ajoute qu'en tant que « jumeau maléfique » de Rubber Soul, Aftermath prend le « scepticisme romantique » de cet album et le recadre en un récit de « révolte des sous-classes ».
Tant Mother's Little Helper que What to Do relient la société moderne à des sentiments de désarroi. Les réticences du groupe à propos du statut de rock star sont également évoquées, y compris des tournées de concerts incessantes dans Goin' Home et des fans qui les imitent dans Doncha Bother Me, dans lequel Jagger chante, "Les lignes autour de mes yeux sont protégées par la loi sur le droit d'auteur ". Savage considère les mêmes paroles, précédées des vers "Tous les clubs et les bars / Et les petites voitures rouges / Ne sachant pas pourquoi, mais essayant de planer", comme le regard cynique des Stones sur le Swinging London à une époque où le phénomène recevait une attention internationale et était présenté comme une attraction touristique. Selon Perone, "I Am Waiting" suggère la paranoïa de la part du narrateur et que les forces sociétales en sont la cause, mais la chanson présente un degré de résignation par rapport aux autres chansons de l'album critiquant la société axée sur les classes et les consommateurs.

### Polémique autour du titre de l'album

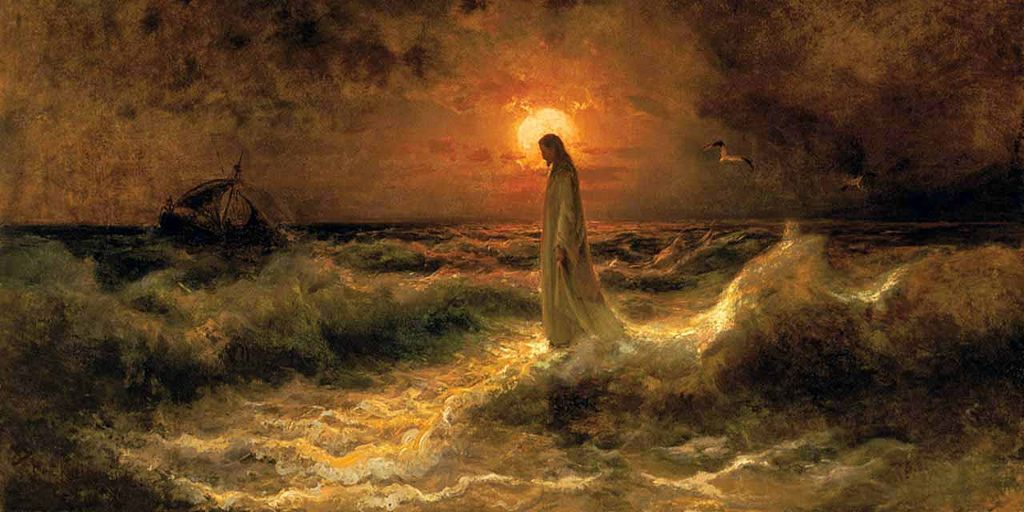
Le titre et la pochette préliminaires ont été rejetés par le label pour avoir fait allusion à Jésus marchant sur l'eau. (Le Christ marchant sur l'eau de Julius von Klever, vers 1880, illustré ci-dessus)

Pendant l'enregistrement, Oldham a voulu intituler l'album Could You Walk on the Water? ("Pourriez-vous marcher sur l'eau ?") À la mi-janvier 1966, la presse britannique annonce qu'un nouvel album des Rolling Stones portant ce titre sortira le 10 mars. Dans Rolling with the Stones, Wyman qualifie l'annonce d'"audacieux" de la part d'Oldham, bien qu'il suppose que Could You Walk on the Water? était le titre proposé par leur manager pour la compilation du groupe Big Hits (High Tide and Green Grass) prévue pour mars 1966, plutôt que pour Aftermath. À l'époque, Richards s'est plaint qu'Oldham essayait continuellement de « [prendre] le parti » et que « les Stones sont pratiquement devenus une projection de son propre ego ». Un porte-parole de Decca a déclaré que la société ne publierait pas d'album avec un tel titre "à n'importe quel prix" ; L'idée d'Oldham a bouleversé les dirigeants du distributeur américain, London Records, qui craignaient que l'allusion à Jésus marchant sur l'eau ne provoque une réponse négative de la part des chrétiens.
La controverse sur le titre a entraîné les Stones dans un conflit avec Decca, retardant la sortie d'Aftermath de mars à avril 1966. Oldham avait également proposé l'idée de produire une pochette ouvrante comportant six pages de photos en couleur de la récente tournée américaine des Stones et une couverture représentant le groupe marchant au sommet d'un réservoir californien à la manière des « messies pop sur la mer de Galilée », comme le décrit Davis. Rejeté par Decca, l'emballage a été utilisé à la place pour la version américaine de Big Hits (High Tide and Green Grass), mais avec une pochette montrant le groupe debout sur la rive du réservoir. Selon Davis, « dans l'amertume (sur le manque de contrôle de leur travail) qui a suivi, l'album s'appelait Aftermath (conséquence) faute d'un autre concept. » Le magazine Rolling Stone discerne un lien entre le titre final et les thèmes explorés dans la musique :
« Conséquence de quoi ? de la renommée éclair qui avait résulté de la sortie de cinq albums [aux Etats-Unis] en deux ans [contre trois au Royaume-Uni], d'une part… Et des femmes hypocrites. »
De l'avis de Norman, une "suite" de la "référence sacrilège au plus spectaculaire des miracles du Christ" du titre précédent est "la chose même dont leurs patrons craignant Dieu pourraient bien les avoir sauvés", évitant efficacement la fureur internationale que John Lennon créé avec sa remarque, en mars, que les Beatles sont "plus populaires que Jésus".

### Pochette et disque
La pochette de l'édition britannique d'Aftermath est conçue par Andrew Loog Oldham, producteur des Rolling Stones à l'époque, sous le pseudonyme de Sandy Beach, et la photo de couverture prise par Guy Webster. La pochette, comme d'autres pochettes d'albums précédents du groupe (The Rolling Stones, 1964, ou The Rolling Stones No. 2, 1965), représente les cinq membres du groupe alignés en diagonale, à ce détail près que la photo n'est ni en couleur ni en noir et blanc, mais en rose et noir, et le titre de l'album a été coupé en deux sur un saut de ligne. Cette couleur inhabituelle pour une photographie a rendu à l'époque l'album intrigant mais influe aussi sur le fait que la pochette a plutôt mal vieilli. Brian Jones ne l'appréciait d'ailleurs pas vraiment. La photographie, prise par Guy Webster, est réutilisée partiellement pour la pochette de l'album Flowers (1967), les têtes ayant été découpés et insérées en médaillon sur un fond de fleurs fanées.
Sur le verso de la pochette figure également un texte écrit par David Hassinger, ingénieur du son des studios RCA, où est enregistré l'album, ce qui est une tradition pour Andrew Loog Oldham. Celui-ci avait en effet l'habitude jusqu'ici de faire figurer un de ses propres textes qui étaient en accord avec l'image de mauvais garçon qu'il voulait pour les Stones (un de ses textes, figurant sur la pochette de The Rolling Stones No. 2, avait d'ailleurs fait scandale). Ici le texte se concentre sur le professionnalisme des Stones et d'Oldham, racontant l'expérience d'une session.
La photographie du verso, en noir et blanc, est prise par Jerrold Schatzberg dans son studio photographique à New York en février 1966. Elle dégage une impression de bonne humeur au sein du groupe malgré les conflits existant à l'époque entre Brian Jones et le « trio infernal » (Oldham, Jagger et Richards). Brian Jones a exprimé son aversion pour le design d'Oldham lors de son interview au Melody Maker en avril.
Pour la pochette de l'édition américaine, David Bailey a pris une photo couleur de Brian Jones et Keith Richards devant Mick Jagger, Charlie Watts et Bill Wyman, et l'a placée sur un fond noir flou. Selon Margotin et Guesdon, la photo a été volontairement floutée comme "une allusion au mouvement psychédélique" et "correspond mieux à la nouvelle direction artistique des Stones",. Cette pochette-ci est beaucoup plus appréciée que celle de la version britannique. À noter que c'est sur cette photo que l'on peut observer pour la première fois la fameuse coiffure « en nid d'oiseau » de Keith Richards, coiffure qui est adoptée non seulement par beaucoup de fans du groupe, mais aussi ceux du rock tout simplement. Par la suite, David Bailey est un des photographes favoris des Stones, qui réalisera également en 1973 les photos de la pochette de Goats Head Soup.

## Parution et réception

### Parution de la version originale anglaise

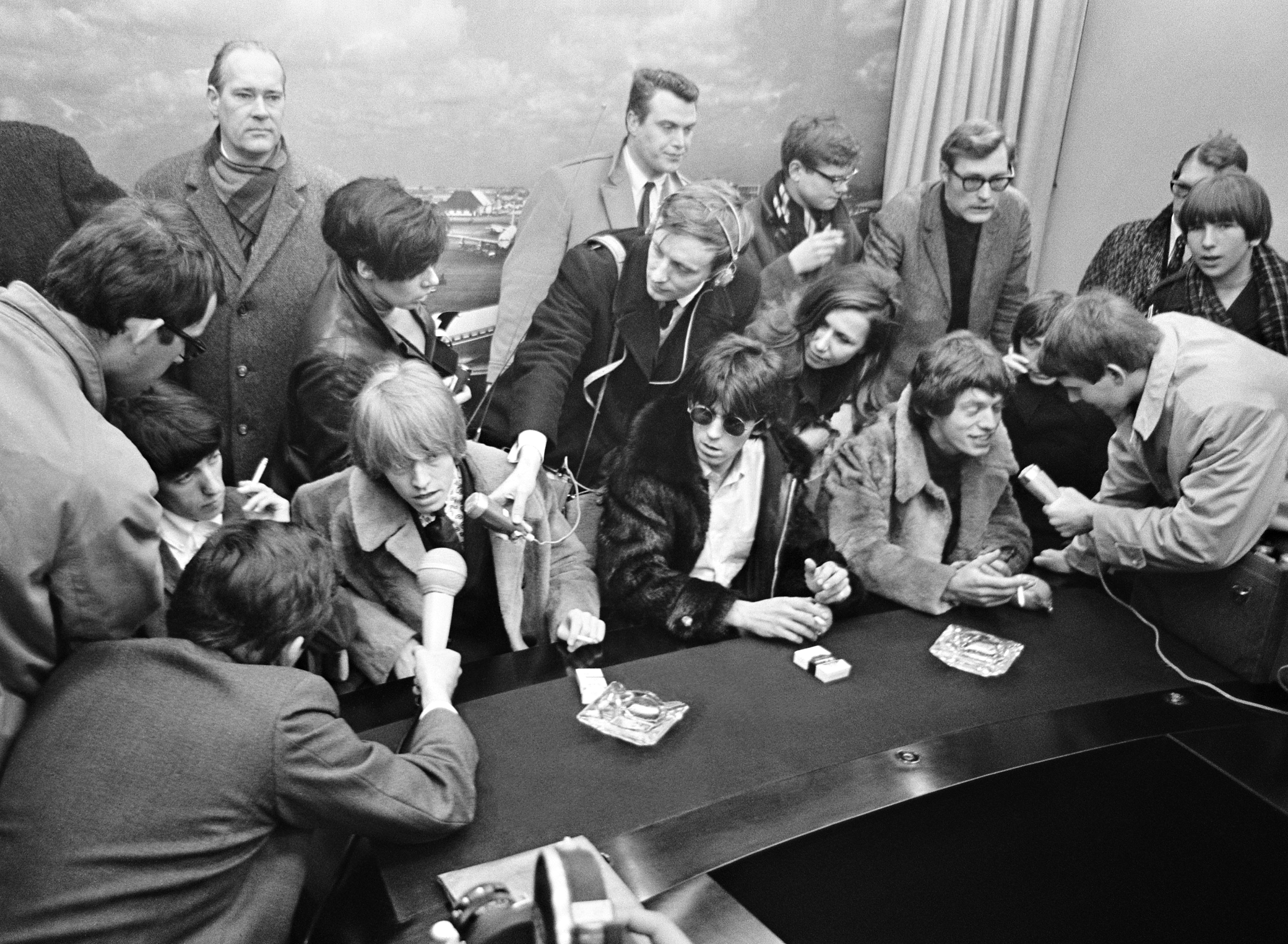
Assis de gauche à droite : Bill Wyman, Brian Jones, Keith Richards et Mick Jagger, interviewés par la presse musicale à l'aéroport d'Amsterdam lors d'une tournée peu avant la sortie dAftermath

L'édition originale, britannique, d'Aftermath qui est sortie le 15 avril 1966, contient quatorze pistes pour une durée de 53 minutes environs, la plus longue pour un album pop pour l'époque. Le disque a été pressé avec un volume réduit pour tenir compte de sa longueur inhabituelle. Contrairement aux albums précédents pressés et parus en mono, Aftermath est paru directement en stéréo.
L'album paraît à peu près en même temps que les singles 19th Nervous Breakdown et Paint It, Black. Il était coutume de ne pas intégrer les singles dans les albums sur le territoire britannique et ces deux singles ne font pas exception à la règle. Aftermath domine le classement anglais pendant huit semaines consécutives, détronant la bande originale de La Mélodie du bonheur (1965) à la première place. Il est resté dans le classement pendant 28 semaines. Aux Pays-Bas, Phonogram Records a publié en urgence l'album au cours de la semaine du 14 mai en réponse à la forte demande des vendeurs de musique néerlandais. Aftermath s'est avéré le quatrième album le plus vendu de 1966 au Royaume-Uni, et il est également devenu l'une des 10 meilleures ventes aux Pays-Bas.
La sortie d'Aftermath était précédée par la tournée de deux semaines des Rolling Stones en Europe, qui a commencé le 25 mars 1966. Decca a sorti l'album au Royaume-Uni le 15 avril et un communiqué de presse qui l'accompagnait déclarait :
« Nous regardons vers Shakespeare et Dickens et Chaucer pour des récits d'autres moments de notre histoire, et nous pensons que demain nous nous tournerons à maintes reprises vers les disques de phonographe des Rolling Stones... qui agissent comme un miroir pour l'esprit, l'action et les événements d'aujourd'hui. »
Le même jour, le magazine Time a publié un article intitulé « London : A Swinging City », reconnaissant tardivement le phénomène Swinging London un an après son apogée. Les chansons de l'album se sont également avérées populaires parmi d'autres artistes, Mother's Little Helper, Take It or Leave It, Under My Thumb et Lady Jane, tous repris dans le mois suivant la sortie d'Aftermath. En plus du succès de Jagger et Richards en tant qu'auteurs, Chris Farlowe a dominé les charts britanniques avec son enregistrement produit par Jagger de Out of Time en août.

### Parution de la version américaine
Pour la réalisation de l'édition américaine, un disque de quatorze pistes étant jugé trop long, les chansons Out of Time, Take It or Leave it et What to Do sont supprimées (les deux premières paraissent l'année suivante dans la compilation américaine Flowers) et Mother's Little Helper étant quant à elle remplacée par le tube Paint It, Black, dans le but de réduire considérablement sa durée, conformément à la politique de l’industrie consistant à publier des albums plus courts et à maximiser la quantité de sorties d'albums pour les artistes populaires. Mother's Little Helper sort en single le 2 juillet 1966 (avec Lady Jane en face B), tandis que Out of Time et Take It or Leave It sont publiées aux États-Unis en 1967 sur la compilation Flowers (Out of Time voit sa durée réduite de deux minutes), et il faut attendre 1972 pour What to Do parue sur la compilation More Hot Rocks (Big Hits & Fazed Cookies).
Le label London Records a retardé la sortie de l'album pour commercialiser d'abord la compilation Big Hits (High Tide and Green Grass), mais a publié Paint It, Black en tant que single en mai. Le groupe entame sa cinquième tournée nord-américaine le 24 juin pour promouvoir l'album Aftermath; c'était leur tournée la plus lucrative à ce jour et, selon Richards, le début d'une période de rapprochement entre Brian Jones, Mick Jagger et lui-même.
À sa sortie le 2 juillet 1966, l'album est entré dans le Billboard Top LP à la 117e place, ce qui en fait la nouvelle entrée la plus élevée du palmarès cette semaine-là. Le 13 août, il s'était hissé au deuxième rang derrière l'album américain des Beatles Yesterday and Today. Ce mois-là, l'album est disque d'or pour 500 000 exemplaires vendus; en 1989, il a été certifié Platine pour un million d'exemplaires.
Selon l'historien de la pop Richard Havers, le palmarès américain d'Aftermath en 1966 a été aidé par le succès de Paint It, Black, qui a dominé le Billboard Hot 100 pendant deux semaines en juin. Le jour de la sortie de l'édition américaine, la chanson Mother's Little Helper, absente de l'album, sort sur ce territoire en single avec Lady Jane en face B Il a également été un succès en se classant huitième du Hot 100.

### Accueil critique
Aftermath a reçu des critiques très favorables dans la presse musicale. Il est sorti quelques mois seulement avant Blonde on Blonde de Bob Dylan et Revolver des Beatles, des albums d'artistes auxquels le groupe a été comparé par Oldham pendant qu'il faisait sa promotion de la maturation artistique du groupe auprès de la presse. Parmi les critiques britanniques, Richard Green de Record Mirror, en avril 1966, a commencé sa critique en disant : « Qu'ils le réalisent ou non – et je pense qu'Andrew Oldham le fait – les Rolling Stones ont entre les mains l'album de l'année avec Aftermath", ajoutant qu'il faudrait beaucoup d'efforts pour surpasser leur exploit. Green a déclaré que la musique est incontestablement rock and roll et a été particulièrement impressionné par la batterie de Watts. Keith Altham du New Musical Express (NME) a salué les Stones comme "les cerveaux derrière les machines électriques" qui ont enregistré un album du "meilleur rapport qualité-prix de tous les temps". Il a décrit Goin' Home comme une "improvisation R&B fantastique" et a déclaré que Lady Jane, Under My Thumb et Mother's Little Helper ont le potentiel pour être de grands singles. Aftermath était considéré dans Melody Maker comme le meilleur album du groupe à ce jour et celui qui "prendrait d'assaut la Grande-Bretagne sans effort". Le critique du magazine a applaudi l'accent mis "sur le gros rythme, la puissance et les" sons "intéressants", notant comment l'utilisation de dulcimer, sitar, orgue, clavecin, marimba et fuzz crée une "variété écrasante d'atmosphères et de tons".
Alors que l'attitude moqueuse des paroles envers les femmes a offensé certains auditeurs, cet aspect a reçu peu d'attention dans la presse pop britannique ou les plaintes des fans féminines. Dans la revue culturelle New Left Review, Alan Beckett a écrit que les paroles du groupe ne pouvaient être pleinement appréciées que par un public familiarisé avec la vie urbaine moderne, en particulier à Londres. Il a déclaré que la "fille archétypale" des Stones, telle qu'elle a été présentée pour la première fois dans leur chanson Play with Fire (1965), était "riche, gâtée, confuse, faible, consommatrice de drogues, etc.", ajoutant que: "quiconque a été dans le coin Chelsea ou Kensington peuvent mettre au moins un nom sur ce personnage." Répondant dans la même publication, l'historien intellectuel Perry Anderson (sous le pseudonyme de Richard Merton) a défendu le message du groupe comme un exposé audacieux et satirique sur l'inégalité sexuelle. Il a déclaré que dans des chansons telles que Stupid Girl et Under My Thumb, les Stones avaient « défié un tabou central du système social » et qu'ils "l'ont fait de la manière la plus radicale et inacceptable possible : en le célébrant."

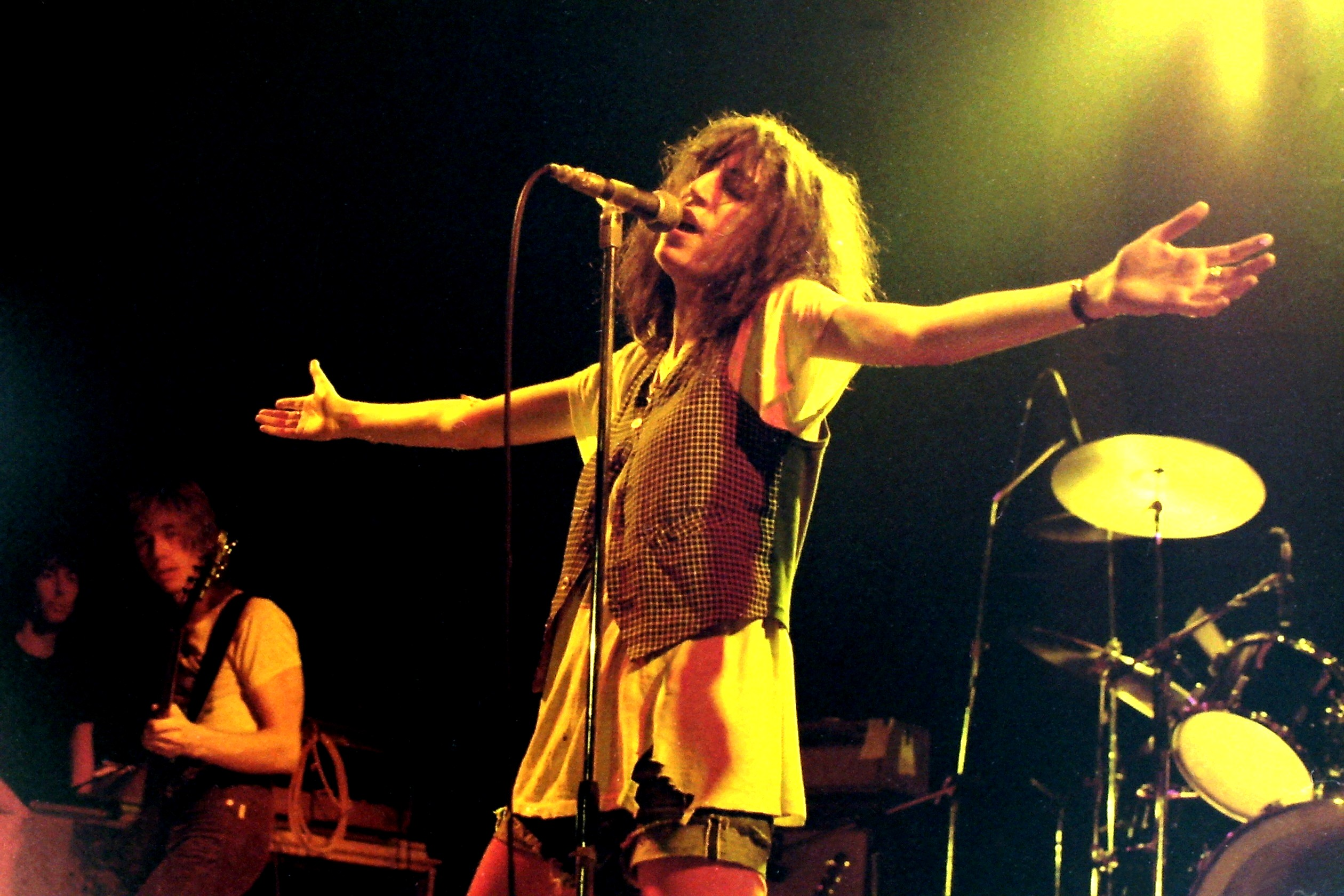
Parmi les premiers partisans de l'album figurait la musicienne, journaliste et icône féministe Patti Smith (1978).

Certaines écrivaines féministes ont défendu la position de Jagger dans Under My Thumb. Camille Paglia considérait la chanson comme "une œuvre d'art", malgré ses paroles sexistes, et Aftermath un "grand album" aux "riches sonorités". Dans un article de 1973 pour Creem, Patti Smith a raconté sa réponse à l'album en 1966 : "L'album Aftermath était le vrai mouvement, celui de la femme à deux visages, [...] le chanteur affiche du mépris pour sa dame, il est au top et c'est ce que j'aime. Puis il l'élève comme une reine. Son obsession c'est elle. Goin' Home, quelle chanson... la musique des Stones est de la musique de merde."
Parmi les critiques américains, Bryan Gray a écrit dans le Deseret News : "Cet album fait le meilleur travail à ce jour pour aliéner les plus de vingt ans. La raison – ils essaient de chanter". Le critique de Billboard a prédit que l'album Aftermath deviendrait un autre succès pour les Stones, citant Paint It, Black comme le point central de l'album de hard rock et vénérant Oldham pour sa production. Cash Box a été extrêmement impressionné par l'album et a également prédit un succès immédiat dans les classements, affirmant que Lady Jane et Goin' Home en particulier sont susceptibles d'attirer beaucoup d'attention. Écrivant dans Esquire en 1967, Robert Christgau a déclaré que cet album présente le seul défi possible pour détrôner Rubber Soul en tant qu'« album qui, en termes d'innovation, d'étanchéité et d'intelligence lyrique », surpassait de loin tout travail précédent dans la musique populaire. Environ deux ans plus tard, dans Stereo Review, il a inclus l'édition américaine d'Aftermath dans sa « bibliothèque » rock de base de 25 albums et a attribué l'identité artistique des Stones en grande partie à Mick Jagger, « dont la puissance, la subtilité et l'esprit sont sans précédent dans la musique populaire contemporaine ». Tout en suggérant que Jagger/Richards se classent au deuxième rang derrière Lennon/McCartney en tant que compositeurs de chanson rock, Christgau le considérait toujours comme le meilleur album dans toutes les catégories et a écrit :

« Les aficionados du rock classent les Stones avec les Beatles, mais ils n'ont peut-être pas impressionné un public plus large car leur dévotion à la musique est pure : les Hollyridge Strings n'enregistreront jamais un album de mélodies Jagger-Richard. Mais pour quiconque est prêt à abandonner ses idées préconçues, Aftermath est une expérience formidable, un condensé de tout ce qu'est le rock et le blues. »

## Influence et héritage
Aftermath est considéré comme le plus important des premiers albums des Rolling Stones. Comme pour Rubber Soul des Beatles, le succès commercial d'Aftermath montre que le marché de l'album qui était réservé aux acheteurs adultes les plus riches s'ouvre progressivement aux jeunes acheteurs - qui ont jusque là toujours privilégié les singles - et correspond au début d'un nouvel ère où l'album remplace le single comme format de prédilection et de forme d'artistique principal. De l'avis de Malvinni, Aftermath était "l'étape cruciale pour la conquête du monde de la pop par les Stones et leur réponse indispensable" à Rubber Soul, qui avait également incarné l'émergence de la culture des jeunes dans la musique populaire au milieu des années 1960. À l'instar des Beatles et des Who, le succès commercial continu permet aux Rolling Stones de suivre sa propre direction artistique tout en suivant les tendances du moment sans trahir leur public et en restant fidèles à leurs valeurs de la classe ouvrière. S'exprimant sur l'impact culturel de la sortie britannique d'Aftermath en 1966, Margotin et Guesdon disent que c'était, « dans un sens, la bande originale de Swinging London, un cadeau pour les jeunes branchés » et « l'une des étoiles les plus brillantes de la contre-culture qui devait atteindre son apogée l'année suivante avec le Summer of Love ».

« Aftermath suit directement dans le sillage de la trilogie de chansons des Stones basée sur leur expérience américaine: (I Can't Get No) Satisfaction, Get Off of My Cloud et 19th Nervous Breakdown, et cela établit qu'ils avaient acquis une confiance suffisante en leurs propres prouesses d'écriture pour présenter un album de matériel entièrement original. Bien qu'ils n'en fussent peut-être pas conscients à l'époque, leur poussée d'adrénaline initiale (qui les avait soutenus pendant trois ans) était à peu près épuisée. Cependant, l'élan même de leur lutte pour la suprématie aux États-Unis leur a permis de réussir ce coup de grâce sans montrer aucun signe de fatigue artistique. »

— Roy Carr (1976)
Aftermath est considéré comme l'œuvre de jeunesse des Rolling Stones la plus formatrice sur le plan artistique. Leur nouveau son sur l'album a contribué à élargir largement leur public, tandis que son contenu a solidifié leur image sombre. Comme l'observe Ritchie Unterberger, le point de vue méprisant sur la société et les femmes a contribué de manière significative à la réputation du groupe en tant que « mauvais garçons » du rock. Selon John Mendelsohn de PopMatters, la critique sociale de Mother's Little Helper en particulier "consolide leur réputation de force culturelle subversive", car il révèle l'hypocrisie de l'association exclusive de la culture dominante entre la consommation de drogues et les rock stars. Jazz Monroe du NME écrit qu'Aftermath a simultanément renié et réinventé la tradition du rock et élevé à jamais les Stones au même rang que les Beatles. Hyden du site The A.V. Club le décrit comme "un modèle pour tous les albums classiques des Stones qui ont suivi", attribuant à ses chansons "sarcastiques, sombres et choquantes" des thèmes nouveaux que Jagger explorera davantage dans le futur à travers un "personnage complexe et glissant" qui lui permet d'« être bon et méchant, homme et femme, dur et tendre, victime et bourreau ». Cette image délibérément « déroutante et compliquée » a contribué à faire de Jagger l'un des musiciens principaux les plus captivants du rock, conclut Hyden.
L'album s'est avéré influent dans le développement de la musique rock. Son contenu sombre préfigure les thèmes psychologiques et sociaux plus sombres du glam rock et du punk rock britannique dans les années 1970. Le musicologue Nicholas Schaffner, dans The British Invasion : From the First Wave to the New Wave (1982), reconnaît les Stones sur l'album comme étant le premier groupe d'enregistrement à aborder les thèmes du sexe, de la drogue et de la culture rock "avec à la fois une mesure d'intelligence et un manque correspondant de sentimentalité ou même de romantisme". L'attitude de chansons comme Paint It, Black en particulier a influencé la vision nihiliste du punk. Certains éléments rock orientés blues d'Aftermath préfiguraient la musique blues-rock de la fin des années 1960. Schaffner suggère que Goin' Home a anticipé la tendance des improvisations musicales prolongées par des groupes de rock professionnels, tandis que Rob Young de Uncut dit qu'il a annoncé "la marée psychédélique qui approche" à la manière de Rubber Soul. Résumant l'impact d'Aftermath en 2017, l'écrivain de la culture pop Judy Berman décrit Paint It, Black comme "le hit le plus nihiliste du rock à ce jour" et conclut que, "avec Jones abandonnant sa guitare pour un placard d'instruments exotiques et le groupe canalisant leurs tournées le mal du pays des musiciens sur le jam blues culminant de 11 minutes du disque, Goin' Home, ils ont également poussé le rock en avant."

### Réévaluation
Aftermath est souvent considéré comme le premier album classique des Rolling Stones. Selon Stephen Davis, son statut de première collection entièrement Jagger-Richards en fait « pour les fans sérieux, le premier véritable album des Rolling Stones ». Schaffner dit que c'est "le plus créatif" et peut-être le meilleur de leurs albums "au cours des cinq premières années", tandis que Hyden le cite comme leur "premier chef-d'œuvre à part entière". En écrivant pour Uncut, Ian MacDonald le reconnaît comme un "premier sommet" dans la carrière des Stones, et Jody Rosen, dans une restrospetive pour Blender, le considère comme le premier des albums "essentiels" du groupe. Alexis Petridis du Guardian considère Aftermath le cinquième meilleur disque du groupe, tandis que Graeme Ross de The Independent le classe sixième et suggère qu'il se situe au même niveau que d'autres album de référence de 1966, notamment Blonde on Blonde de Bob Dylan, Revolver des Beatles et Pet Sounds des Beach Boys. Dans The Rolling Stone Illustrated History of Rock & Roll (1976), Christgau voit Aftermath comme le premier d'une série de disques des Stones – dont Between the Buttons (1967), Beggars Banquet (1968) et Let It Bleed (1969) – qui figurent "parmi les plus grands albums de rock". Dans MusicHound Rock (1999), Greg Kot met en lumière les contributions instrumentales « astucieuses » de Brian Jones tout en identifiant Aftermath comme l'album qui a transformé les Stones des « traditionalistes » du blues britannique en artistes canoniques de l'ère des albums rock, aux côtés des Beatles et de Bob Dylan. Dans une critique rétrospective pour AllMusic, Unterberger applaudit l'utilisation par le groupe d'influences de Dylan et du psychédélisme sur Paint It, Black, et loue de la même manière Under My Thumb, Lady Jane et I Am Waiting comme des chefs-d'œuvre.
En 2002, les deux versions d'Aftermath ont été remasterisées numériquement dans le cadre de la campagne de réédition d'ABKCO Records des albums des Rolling Stones des années 1960. Passant en revue les rééditions pour Entertainment Weekly, David Browne recommande la version britannique à l'américaine, tandis que Tom Moon, dans son évaluation dans The Rolling Stone Album Guide (2004), préfère l'édition américaine pour son remplacement de Mother's Little Helper par Paint It, Black et met en évidence les paroles intelligentes de Jagger. Colin Larkin, qui attribue une note plus élevée à la version britannique dans son Encyclopedia of Popular Music (2011), décrit Aftermath comme "une œuvre révolutionnaire dans une année cruciale" et un album qui démontre une flexibilité dans l'écriture et les styles musicaux du groupe ainsi que des "signes de la misogynie invétérée du groupe". Dans leur livre The Beatles vs. The Rolling Stones: Sound Opinions on the Great Rock 'n' Roll Rivalry (2010), Jim DeRogatis et Greg Kot s'accordent pour dire qu'Aftermath est "le premier très bon album des Stones du début à la fin", avec DeRogatis en particulier impressionné par la première moitié des chansons de l'édition britannique.
L'auteur de la pop culture Shawn Levy, dans son livre Ready, Steady, Go!: Swinging London and the Invention of Cool en 2002, dit que, contrairement aux trois albums précédents des Stones, Aftermath a affiché un « objectif » dans l'ordre des titres et "un vrai sens qu'une vision cohérente était à l'œuvre" à la manière de la Rubber Soul des Beatles. Cependant, il ajoute qu'avec la sortie de Revolver en août 1966, Aftermath est apparu « mou, apprivoisé, daté »., Young pense que sa réputation d'œuvre comparable à Rubber Soul n'est pas méritée car la qualité de ses chansons est incohérente, la production est "relativement droite" et l'approche stylistique assortie garantit qu'elle manque de l'aspect unificateur des autres grands albums de l'époque. Discutant de l'héritage critique de l'album pour PopMatters, Mendelsohn et Eric Klinger font écho à ce sentiment tout en convenant qu'il s'agit davantage d'un travail de transition pour les Stones et non à la hauteur des albums de leurs « années dorées » suivantes – Beggars Banquet (1968), Let It Bleed (1969), Sticky Fingers (1971) et Exile on Main St. (1972). Dans un article pour Clash célébrant le 40e anniversaire d'Aftermath, Simon Harper concède que sa position artistique aux côtés des œuvres contemporaines des Beatles peut être discutable mais, "en tant que renaissance du plus grand groupe de rock and roll au monde, son importance est incontestée".
Certaines critiques reprochent le traitement sévère des personnages féminins sur l'album. Comme le remarque Schaffner, « la poussée brutale de chansons telles que Stupid Girl, Under My Thumb et Out of Time a depuis, bien sûr, provoqué des paroxysmes de rage parmi les féministes. » Young en déduit que le thème lyrique principal de l'album évoque désormais une "sensation plutôt démodée de misogynie fougueuse et hérissée", présentant les personnages féminins comme des "femmes au foyer qui prennent des pilules... la coquine idiote... le mannequin de mode "obsolète"... ". Berman souligne également cet aspect dans son estimation par ailleurs positive d'Aftermath, affirmant qu'elle "a fait plaisir à la misogynie des Stones sur la chanson insultante Stupid Girl et a apprivoisé une mégère sur Under My Thumb, un travail méchant". Unterberger exprime des réserves similaires sur la substance derrière des chansons comme Goin' Home et Stupid Girl, trouvant cette dernière particulièrement insensible.

### Classements
En 2003, l'édition américaine d'Aftermath est classée 108e de la liste des 500 plus grands albums de tous les temps établie par le magazine américain Rolling Stone, et 109e du classement 2012. Il est également cité dans l'ouvrage de référence de Robert Dimery Les 1001 albums qu'il faut avoir écoutés dans sa vie, ainsi que dans un certain nombre d'autres listes,.
En 1987, il a été élu 68e dans le livre de Paul Gambaccini Critics' Choice: The Top 100 Rock 'n' Roll Albums of All Time, sur la base des soumissions d'un panel international de 81 critiques, écrivains et diffuseurs. Dans les classements contemporains des plus grands albums, le néerlandais OOR, le britannique Sounds et l'irlandais Hot Press l'ont classé respectivement 17e, 61e et 85e. Le magazine français Rock & Folk a inclus Aftermath dans sa liste de 1995 des « 300 meilleurs albums de 1965 à 1995 ». En 2000, il a été élu à la 387e place dans le classement des 1000 meilleurs albums de tous les temps de Colin Larkin. La liste de l'entreprise française Fnac considère Aftermath le 183e meilleur album de tous les temps. Dans les listes contemporaines des albums "les plus cool", Rolling Stone et GQ l'ont classé respectivement deuxième et 10e. En 2017, Pitchfork a classé Aftermath 98e des « 200 meilleurs albums des années 1960 ».
L'album est également mis en évidence dans les guides de disques populaires. Il est nommé dans l'anthologie Stranded de Greil Marcus de 1979 comme l'un de ses albums "Treasure Island", comprenant une discographie personnelle des 25 premières années de la musique rock. L'édition américaine de l'album est incluse dans « A Basic Record Library » des enregistrements des années 1950 et 1960 publiés dans le Christgau's Record Guide: Rock Albums of the Seventies (1981). La même version apparaît dans le livre de James Perone The Album: A Guide to Pop Music's Most Provocative, Influential and Important Creations (2012) et dans 101 Albums That Changed Popular Music (2009) de Chris Smith, bien que dans l'annexe de ce dernier indique "Dix albums qui l'ont presque fait". De plus, Aftermath figure dans Bill Shapiro's 1991 Rock & Roll Review: A Guide to Good Rock on CD (répertorié dans sa section sur "The Top 100 Rock Compact Discs"), The Accidental Evolution of Rock'n'roll de Chuck Eddy (1997), fait partie des "albums rock les plus significatifs" du Greenwood Encyclopedia of Rock History en 2006, le livre de Tom Moon en 2008 1,000 Recordings to Hear Before You Die et la liste de Robert Dimery 1001 Albums You Must Hear Before You Die (2010).
Sur la base des apparitions d'Aftermath dans toutes ces listes de classements, le site d'agrégation Acclaimed Music le classe comme le 34e album le plus acclamé des années 1960 et le 155e album le plus acclamé de l'histoire.

## Liste des chansons

### Édition britannique
Toutes les chansons sont écrites et composées par Jagger/Richards.
| 1. | Mother's Little Helper | Guitare électrique 12 cordes | 2:45  |
| 2. | Stupid Girl            | Guitare rythmique            | 2:52  |
| 3. | Lady Jane              | Dulcimer                     | 3:06  |
| 4. | Under My Thumb         | Marimbas                     | 3:20  |
| 5. | Doncha Bother Me       | Guitare slide                | 2:35  |
| 6. | Goin' Home             | Harmonica                    | 11:13 |

| 7.  | Flight 505          | Guitare rythmique              | 3:25 |
| 8.  | High and Dry        | Harmonica                      | 3:06 |
| 9.  | Out of Time         | Marimbas, vibraphone           | 5:15 |
| 10. | It’s Not Easy       | Guitare rythmique              | 2:52 |
| 11. | I Am Waiting        | Dulcimer                       | 3:10 |
| 12. | Take It or Leave It | Orgue                          | 2:47 |
| 13. | Think               | Guitare rythmique, koto (coda) | 3:08 |
| 14. | What to Do          | Aucun                          | 2:30 |

Le remaster SACD 2002 d'ABKCO de l'édition britannique comporte un mix stéréo inédit de Mother's Little Helper.

### Édition américaine
L'Aftermath américain ne comporte pas les titres Out of Time, Take It or Leave It et What to Do tandis que le succès Paint It, Black (également intitulé Paint It Black) uniquement parue en single au Royaume-Uni remplace Mother's Little Helper car l'éditeur américain publiait par habitude des albums de 11 chansons et non 14. Les quatre chansons sont publiées dans les compilations suivantes. Cette version, réduite donc à onze chansons, dure environ 42 minutes, contre environ 53 minutes pour l'édition anglaise.
Toutes les chansons sont écrites et composées par Jagger/Richards.
| 1. | Paint It, Black  | Sitar | 3:22 |
| 2. | Stupid Girl      |       | 2:52 |
| 3. | Lady Jane        |       | 3:06 |
| 4. | Under My Thumb   |       | 3:20 |
| 5. | Doncha Bother Me |       | 2:35 |
| 6. | Think            |       | 3:08 |

| 7.  | Flight 505    | 3:25  |
| 8.  | High and Dry  | 3:06  |
| 9.  | It's Not Easy | 2:52  |
| 10. | I Am Waiting  | 3:10  |
| 11. | Goin' Home    | 11:13 |

## Personnel
Les crédits proviennent du livret du CD de 2002 et des contributions répertoriées dans le livre The Rolling Stones, la totale de Philippe Margotin et Jean-Michel Guesdon, sauf indication contraire.

### The Rolling Stones
- Mick Jagger : chant, chœurs, percussion; harmonica sur Doncha Bother Me
- Keith Richards : chœurs, guitare électrique, guitare acoustique; basse fuzz sur Under my Thumb, Flight 505 et It's not Easy
- Brian Jones : guitare électrique, guitare acoustique, sitar sur Paint It Black (édition américaine seulement)[nb 11], dulcimer sur Lady Jane et I Am Waiting, harmonica sur Goin' Home et High and Dry, marimba sur Under my Thumb et Out of Time, koto sur Take It or Leave It[159] (voir la liste des chansons)
- Bill Wyman : basse, basse fuzz; orgue sur Paint It Black (édition américaine seulement), cloches
- Charlie Watts : batterie, percussion, cloches

### Musiciens additionnels
- Jack Nitzsche : piano, orgue, clavecin, percussion
- Ian Stewart : piano, orgue

### Équipe technique
- Dave Hassinger : ingénieur du son
- Andrew Loog Oldham : production, conception de la pochette de l'édition britannique[63]
- Jerry Schatzberg : photographe
- Guy Webster : photographe (pochette de l'édition britannique seulement)
- David Bailey : photographe (pochette de l'édition américaine seulement)[160]